# Fundação do Catar
A Fundação do Catar é uma fundação privada no emirado de Catar. 
Foi fundada em 1995 pelo xeque Hamad bin Khalifa Al Thani. A fundação tem desde presidida Mozah bint Nasser Al Missned, sua segunda esposa. A Fundação do Catar promove projetos de ensino e pesquisa, como o campus da cidade educação em Doha, onde várias universidades, incluindo seis universidades norte-americanas que têm filiais lá e se reuniram. Entre os projetos financiados incluem também o centro de tecnologia "Qatar Science & Technology Park" (QSTP), onde muitas empresas internacionais têm criado para fins de pesquisa e desenvolvimento. 
Em 10 de Dezembro de 2010, o FC Barcelona tem sido um acordo de patrocínio para patrocínio de camisa de 170 milhões de € para o período de cinco anos com a Fundação do Catar anunciou.